# Spathius trophonius
Spathius trophonius är en stekelart som beskrevs av Nixon 1943. Spathius trophonius ingår i släktet Spathius och familjen bracksteklar. Inga underarter finns listade i Catalogue of Life.